# Крозара (Виченца)
Крозара је насеље у Италији у округу Виченца, региону Венето.
Према процени из 2011. у насељу је живело 796 становника. Насеље се налази на надморској висини од 432 м.